# Auguste Pidoux
Ne doit pas être confondu avec Auguste Pidou.
Pour les articles homonymes, voir Pidoux.
Auguste Pidoux, né le 24 juin 1809 à Paris où il meurt le 20 janvier 1870, est un peintre, dessinateur et lithographe français.

## Biographie
Auguste Pidoux expose au Salon de 1834 à 1849.
En 1840, il épouse Philippine Gabrielle Hervé.
Il meurt à l'âge de 60 ans.